# El Paraiso Open
Het El Paraiso Open was een eenmalig golftoernooi van de Europese PGA Tour.
Het toernooi werd in 1974 gespeeld en bestond uit drie rondes van 18 holes. Het vond plaats op de El Paraiso Golf Club in Marbella. Winnaar was de Engelse speler Peter Oosterhuis. Oosterhuis won de play-off van Manuel Ballesteros. De score was 212 (-4) en het prijzengeld was £20.000, waarvan £3.000 naar de winnaar ging.